# شارانباش-کنیازوو
شارانباش-کنیازوو (انگلیسی: Sharanbash-Knyazevo) یک شهرک در شهرستان شارانسکی استان باشقیرستان کشور روسیه است.